# Costa del Garraf
De Costa del Garraf is een costa van vlak na Barcelona tot voor Tarragona in de provincie Barcelona in de autonome Spaanse regio Catalonië. De Costa ligt aan de Middellandse Zee en heeft een zandige kust, behalve ter hoogte van het Garrafgebergte, waar de kust rotsachtig is, met kleine grotten.
Plaatsen langs deze costa zijn onder andere Sitges, Vilanova i la Geltrú en Castelldefels. De drukst bezochte, en meest bekende, badplaats is Sitges.